# Dioptromysis perspicillata
Dioptromysis perspicillata är en kräftdjursart som beskrevs av John Todd Zimmer 1915. Dioptromysis perspicillata ingår i släktet Dioptromysis och familjen Mysidae. Inga underarter finns listade i Catalogue of Life.